# Helsingfors synagoga
Helsingfors synagoga (finska: Helsingin synagoga) är en synagoga i centrala Helsingfors i stadsdelen Kampen. Det är den ena av Finlands två synagogor; den andra är Åbo synagoga. Synagogan används av Judiska församlingen i Helsingfors som numera har cirka 1 100 medlemmar, vilket är majoriteten av judarna i Finland. Synagogan byggdes efter ritningar av den finländska arkitekten Johan Jacob Ahrenberg och stod färdig 1906. Interiören är delvis jugendinspirerad, och har kvinnoläktare på tre av ovanvåningens väggar. Synagogan byggdes delvis om 1961, när ett skolhus och församlingshem, ritat av Irma och Matti Aaltonen, byggdes till. Inriktningen är ortodox.

## Bilder

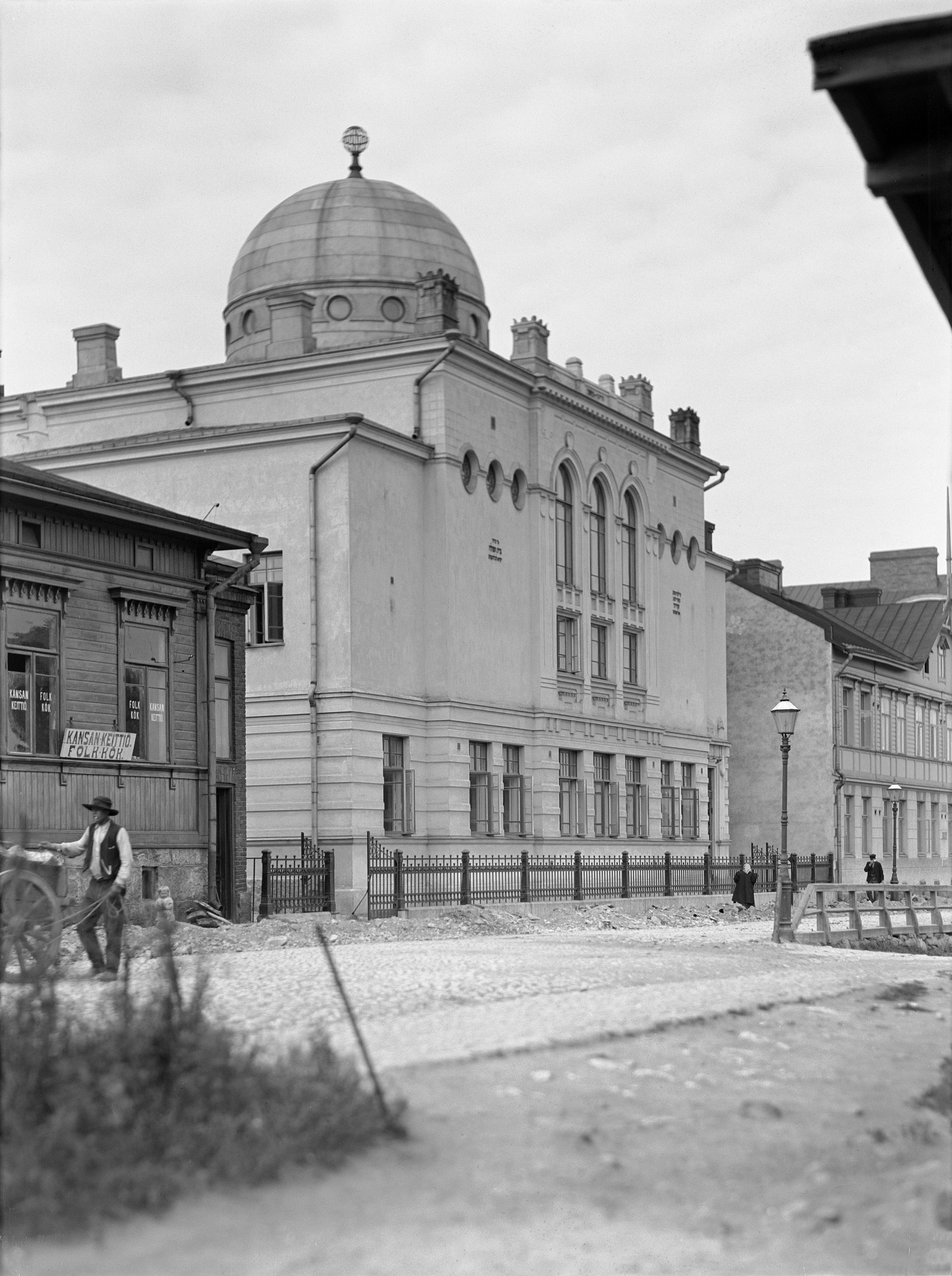
Helsingfors synagoga 1908
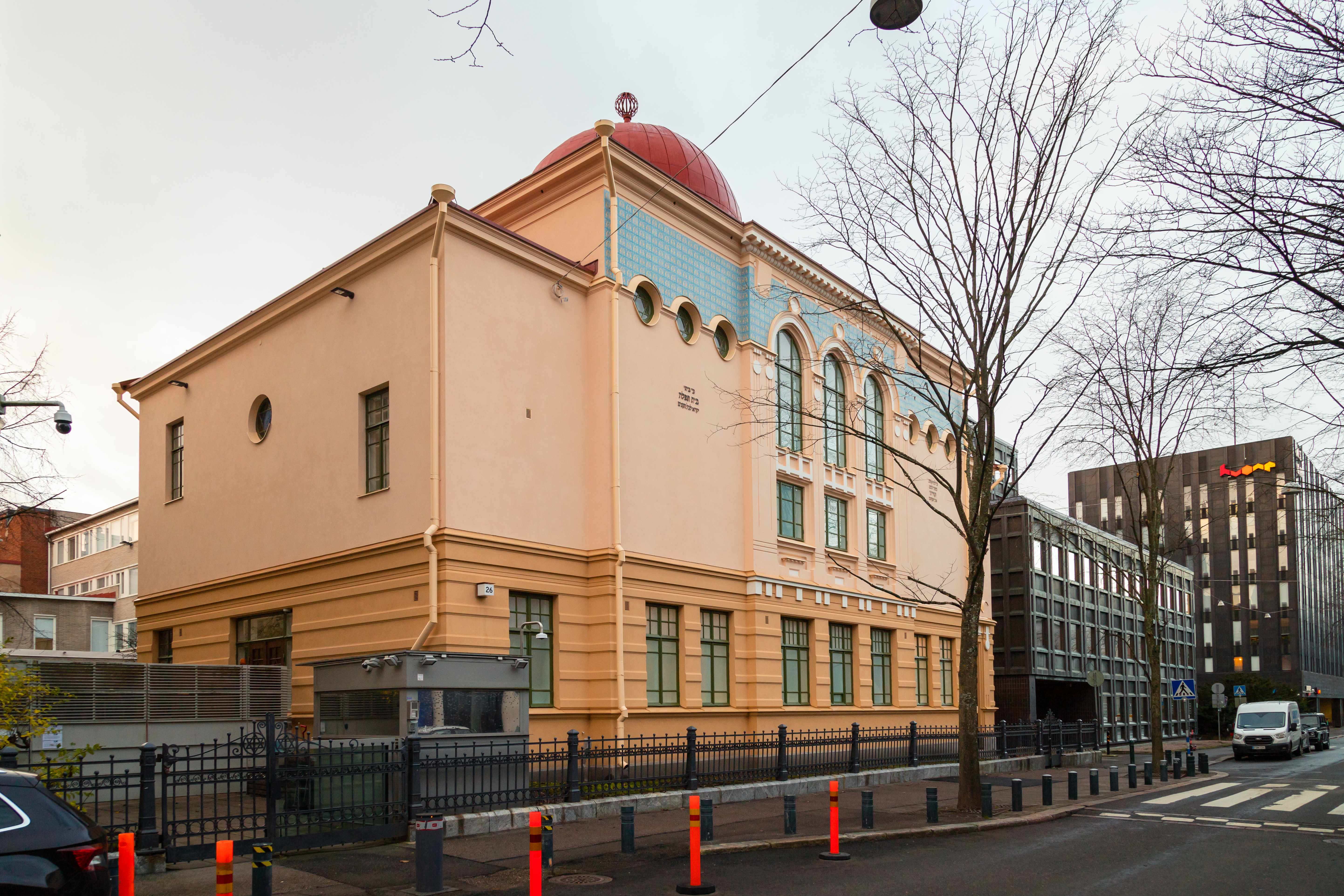
Helsingfors synagoga 2020
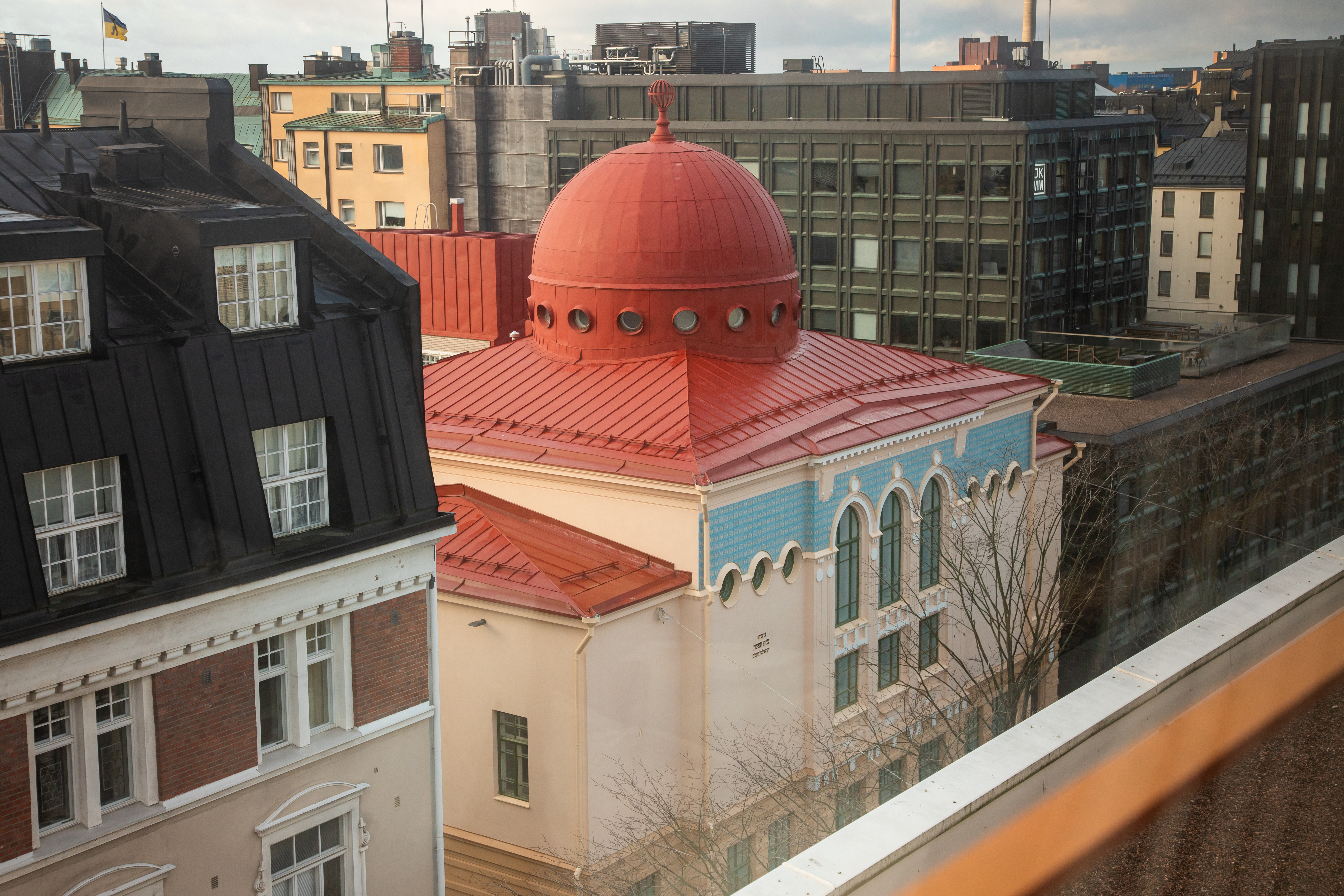
Helsingfors synagoga 2020
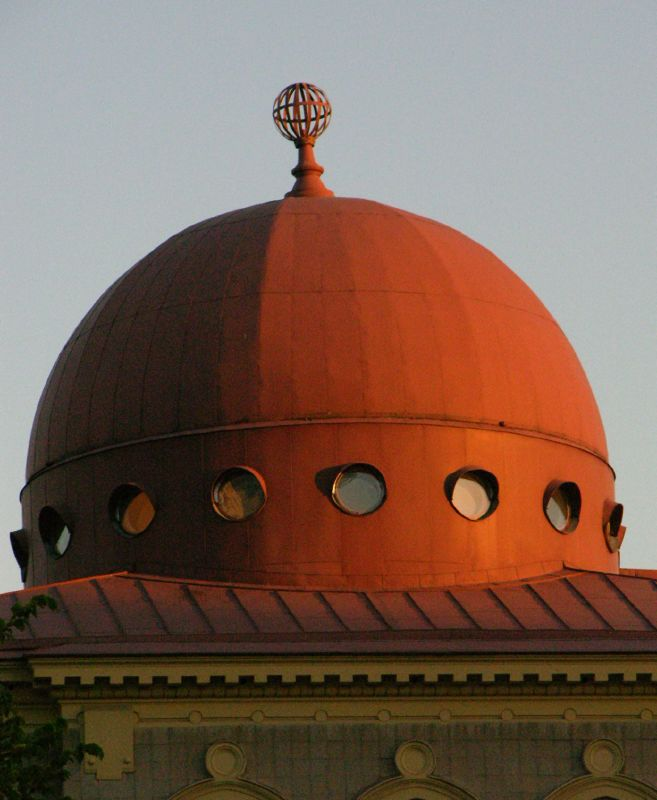
Helsingfors synagogas kupol